# Boris Johnson
Boris Johnson (teljes nevén: Alexander Boris de Pfeffel Johnson, New York, 1964. június 19. –) brit politikus, az Egyesült Királyság miniszterelnöke 2019 és 2022 között. A Konzervatív Párt vezetője 2019 és 2022 között. 
Johnson a Brexit elkötelezett támogatója, korábban, 2016 és 2018 között külügyminiszterként illetve 2008 és 2016 között London polgármestereként tevékenykedett.

## Fiatalkora, tanulmányai és házasságai
Boris Johnson Stanley Johnson volt konzervatív képviselő négy gyermeke közül a legidősebb. Édesapja ezen kívül az Európai Bizottságnál és a Világbanknál is dolgozott. Első, festő feleségétől, Charlotte Fawcetttől született Johnson. Ő Sir James Fawcett, egy előkelő ügyvéd és az Emberi Jogok Európai Bizottságának az elnökének a lánya. Stanley Johnsonnak második feleségétől is született két gyermeke. Apai ágon Johnson Ali Kemal bej dédunokája. Ali Kemal liberális török újságíró és Damat Ferid pasa kormányában belügyminiszter, valamint az Oszmán Birodalom nagyvezíre – főminisztere volt, akit a török függetlenségi háború idején megöltek. Az első világháború idején Boris nagyapja valamint nagynénje brit alattvaló lett, akik ettől kezdve nagyanyjuk lánykori nevét, a Johnsont használták. Johnson egyszer a következőképp jellemezte saját magát: „egyszemélyes olvasztótégely” – ükszülei között éppúgy voltak muszlimok, zsidók és keresztények is. Apja anyai nagyanyja, Marie Louise de Pfeffel, egy német színésznő és Pál württembergi királyi herceg leszármazottja. Rajta keresztül Johnson II. György és György ük-ük-ük-ükapján, I. Jakabon keresztül, az összes addigi brit királyi ház leszármazottja.
Johnson az Amerikai Egyesült Államokban, New York államban New Yorkban született., de amint édesanyja felkészült oxfordi záróvizsgáira, visszatértek Angliába. Johnson testvére, Rachel egy évvel később született. Gyermekkorában Boris Johnson nagyothallott, és emiatt számos műtéten kellett átesnie. Egy tympanostomiás tubust helyeztek el a fülében. A feljegyzések szerint emiatt csendes gyermek volt. Tanulmányait a brüsszeli European Schoolban, Ashdown House-ban és az Eton College-ban folytatta. Utóbbi helyen királyi ösztöndíjas volt. Az oxfordi Balliol College-ben klasszika-filológiát hallgatott. Második jelölésénél az Oxford Union elnökévé választották. Frank Luntz és Radosław Sikorski azt állítja, Johnson már az egyetemen is a Szociáldemokrata Párt támogatója volt. Ezt abból gondolják, hogy abban az időben nagy volt ennek a pártnak a befolyása az egyetemen belül, s a támogatása szükséges volt az Unió elnöki tisztének betöltéséhez. Ezzel ellentétben ő azt állítja, nem volt több, mint a párt által leginkább preferált jelölt. David Cameronnal együtt az oxfordi Bullingdon Club tagja volt. Ez a szervezet egy egyetemen belüli együtt ebédelő csoport volt, mely fülsértő fesztiváljairól híresült el.
1987-ben eljegyezte Allegra Mostyn-Owent, azonban házasságuk kevesebb mint egy évig tartott, s végül 1993-ban váltak el. Még ebben az évben elvette Marina Wheeler ügyvédet, Sir Charles Wheeler újságíró és rádiós valamint szikh indiai feleségének, Dip Singhnak a lányát. A két család már több évtizede ismerte egymást, és Marina Wheeler majdani férjével egyszerre volt Brüsszelben az Európai Iskolában. Két fiuk (Theodore Apollo (sz. 1999) és Milo Arthur (sz. 1995)) és két lányuk (Lara Lettice (1993) és Cassia Peaches (sz. 1997)) született. Ezenkívül Johnsonnak 2009-ben született házasságon kívül egy lánya, Stephanie, Helen McIntyre-tól, akivel egy időben viszonya volt.
2018 szeptemberében Boris Johnson és Marina Wheeler bejelentették válásukat.
A válást követően Johnson a nála 21 évvel fiatalabb Carrie Symonds PR-ügynökkel élt együtt. A pár 2020 márciusában bejelentette, hogy gyermeket várnak és házasságot terveznek kötni. A fiúgyermek 2020. április 29-én született meg.

### Újságíróként és történészként
Miután Oxfordban  diplomát szerzett egy hetet a L.E.K. Consultingnál dolgozott tanácsadóként. Ezután a The Timesnál volt riportergyakornok. Miután keresztapjának, Colin Lucasnak – az Oxfordi Egyetem későbbi elnökhelyettesének – egy idézetét megmásította, egy éven belül elbocsátották addigi munkahelyéről. Rövid ideig a wolverhamptoni Express & Star újságírója volt, 1987-ben vezércikkíróként a The Daily Telegraphhoz került. 1989 és 1994 között ennek a lapnak az Európai Közösségekhez kiküldött tudósítója volt. 1994 és 1999 között segédszerkesztőként dolgozott. A The Spectatorhoz fűződő kapcsolata 1994–95-ben politikai cikkíróként kezdődött. 1999-ben az újság szerkesztője lett. 2005 decemberéig  – az árnyékkormány felsőoktatásért felelős miniszteri posztjára történt kinevezéséig –  ezt az állást töltötte be.
Friends, Voters, Countrymen: Jottings on the Stump címmel önéletrajzi ihletésű könyvet írt a 2001-es választási kampányról. Szintén ő a szerzője három, újságcikkeket összegyűjtő könyvnek is, melyek a következők:.Johnson's Column, Lend Me Your Ears és Have I Got Views For You. Első, 2004-ben megjelent regényének címe Seventy-Two Virgins, következő, a londoni polgármesteri választás után nyomdákba kerülő könyvének címe pedig The New British Revolution lesz. 2004-ben jelölték a Brit Akadémia Televíziós Díjára. Ezen kívül számos nem hivatalos elismerést kapott, és több rajongói oldala van. Hivatalos honlapja és blogja is az év szeptemberében indult.
Polgármesterré választása után bejelentette, hogy újraindítja a The Daily Telegraphban megjelent cikkeit. A The Guardian jelentése szerint ezért a tevékenységéért évi 250 000 fontot kap. A riport hozzátette, hogy ebből az összegből két, 25 000 fontos ösztöndíjat alapít. Egyet az újságíró-hallgatóknak, egyet pedig a klasszikusokat oktató tanároknak.
Johnson népszerű történész. A The Dream of Rome című, a Római Birodalmat és az Európai Uniót összehasonlító dokumentumfilmjét 2006-ban vetítették. 2014-ben jelent meg Churchillról írt életrajza The Churchill Factor: How One Man Made History (magyarul 2015-ben: A Churchill tényező – Hogy csinál egy ember történelmet?' címmel adták ki).

## Politikai karrierje
2001-ben Johnsont Henley-on-Thames parlamenti képviselőjévé választották. Ezen a poszton Michael Heseltine-t követte. 2004-ben került középpontba, mikor a belügyekért felelős árnyékszóvivő távozását követően átalakították az árnyékkormányt, s ekkor lett a művészetek felelőse. 2003 novemberétől a Konzervatív Párt kampányért felelős elnökhelyettese lett.
Ezekből a magas megbecsültséget biztosító állásokból 2004 novemberében eltávolították. Ennek az volt az oka, hogy hazudott Michael Howardnak egy több éve zajló, Petronella Wyatt-tal fenntartott házasságon kívüli viszonyáról, aki a The Spectator' New York-i tudósítója és régebbi szerkesztőhelyettese volt. Johnson a következőkkel utasította vissza ezeket a kijelentéseket: "ez egy nagy rakás hazugság." Azonban Howard azért rúgta ki Johnsont, mivel szerinte a sajtójelentések arra utaltak, hogy Johnson hazudott, s nem is a szerelmi kalandjai miatt.
Az új konzervatív vezető, David Cameron 2005. december 9-én kinevezte az új árnyékkormány felsőoktatásért felelős miniszterévé. Nem sokkal ezt követően lemondott a The Spectatornél betöltött szerkesztői pozíciójáról. 2006. április 2-án a News of the World azt állította, hogy Johnsonnak volt még egy, a Times Higher Education újságírójával, Anna Frazeckerley-vel fenntartott házasságon kívüli viszonya. Egy videó azt mutatja be, ahogy távozik a hölgy lakásáról, és egy taxiból integet neki. Ennek következményeként egy, az Exeteri Egyetemen a hallgatók finanszírozási kérdéseiről tartott előadásában olyan komikus jelenetekkel kérte meg a hallgatóságot arra, hogy más témákat ne érintsenek, mellyel biztosan ezekre az állításokra célzott. A The Times egyik riportja szerint azt állította, Cameron az esetleges történéseket magánügyként kezeli, s Johnson emiatt nem fogja elveszíteni állását.

### Felsőoktatás
A felsőoktatásért felelős árnyékminiszterként Johnson lett a konzervatívoknak a felsőoktatásban bevezetett legújabb díjnak az értékelésének a felelőse.
Johnson, miután a jelöléshez szükséges ajánlások hétszeresénél is több jelölést kapott, 2006 februárjában elindult az Edinburghi Egyetem rektorának megválasztásáért kiírt versenyen A poszt elnyerésére benyújtott pályázata addig soha nem látott mértékben hozta meg a választópolgárok szavazókedvét, és egy „akárki más, csak Boris ne” kampány vette kezdetét. Ellenzői között a hallgatói testületeknél tett első két látogatása alkalmával olyanok is akadtak, akik italokkal dobálták meg. Johnson végül is a négy induló közül a harmadik lett. Összesen 2123 szavazatot kapott. Magnus Linglater újságíró előzte meg összesen 3052, és Mark Ballard zöld párti skót képviselő 3597 szavazattal végzett előtte. Johnsontól olyan mondatokat idéztek, melyek szerint szívesen mozgósította volna a hallgatói testületeket, azonban elkeseredetten a következőket mondta az ellene indított kampányról: „angol tandíjkereskedők”.
Az egyetemeken a pályaválasztási héten a Konzervatív Párt Boris képével és 'Boris needs you' (Borisnak szüksége van rád) és 'I Love Boris' (Szeretem Borist) feliratú tárgyakkal népszerűsítette magát.

### London polgármestereként
Több nap találgatást és médiaérdeklődést követően 2007. július 16-án Johnson bejelentette, hogy őt választották a konzervatívok jelöltjévé a 2008-as londoni polgármester-választásra. Ugyanekkor lemondott az árnyékkormányban betöltött tisztségéről, ugyanakkor megtartotta képviselői helyét és a The Independence szerint bírja David Cameron hallgatólagos támogatását. George Jones, a The Daily Telegraph politikai szerkesztője arról számolt be, hogy az Evening Standard ezt idézte Johnsontól: "A lehetőség túl nagy és az ár csodálatos ahhoz, hogy elveszítsük a londoni jelenlét és a londoniak képviseletének esélyét."
A Konzervatív Párt 2007. szeptember 27-én erősítette meg Johnson jelölését. Választási kampánya 2008. március 31-én Edmontonban kezdődött, ahol David Cameron a következő szavakkal mutatta be a jelöltet: „Nem mindig értek egyet vele, de elfogadom, hogy megvan a saját személyisége.”
2008. május 4-től 2016-ig Johnson London polgármestere volt. Emlékezetes maradt, amikor a 2012-es londoni olimpia idején kötélpályán függeszkedve akart végigmenni a londoni Olimpiai Park fölött, de menet közben elakadt. A kötélen lógó polgármesterből azonnal internetes mém lett.

### A 2016-os Brexit-népszavazás után
A Brexit-kampányban a kilépést támogatta. A népszavazás után visszalépett pártja miniszterelnök-jelöltjei közül. Ezt a lépését – többek között – Lord Heseltine bírálta, aki olyan tábornokhoz hasonlította Johnsont, aki cserbenhagyja csapatait. Johnson a kampányban is tett erős kijelentéseket, egyik nyilatkozatában egyenesen Hitlerhez hasonlította az EU-t, mondván az EU ugyanúgy európai szuperállamot akar, mint ahogy szerinte Hitler akart.

### Az Egyesült Királyság külügyminisztereként
2016. július 14-én nevezte ki Theresa May akkori miniszterelnök külügyminiszternek, a hír fogadtatása vegyes volt. Külügyminisztersége alatt a Brexittel kapcsolatos tárgyalásokban próbált egyezkedni, nem mindig szalonképes módon, illetve nagy port vert fel, mikor egy nyilatkozatával tovább súlyosbította egy Iránban letartóztatott iráni-brit kettős állampolgárságú nő helyzetét. 2018. július 9-én mondott le a külügyminiszteri posztról, mert vitái voltak a May-kabinet tagjaival a „felpuhuló” Brexit feltételeinek kapcsán.

### Külügyminisztersége után
Ezután továbbra is határozottan kiállt a Brexit mellett, élesen kritizálva minden olyan egyezkedést, ami további szorosabb együttműködést tenne lehetővé az EU-val. Közben újabb botrány lett a burkákra tett megjegyzéséből, amikor az azt viselő nőket postaládákhoz és bankrablókhoz hasonlította, emiatt még a pártja is eljárást kezdeményezett vele szemben. Miután azonban esélyes lett a miniszterelnöki székre tónust váltott a Brexit-megegyezés kapcsán, és hajlandónak mutatkozott a további egyezkedésekre.

### Az Egyesült Királyság miniszterelnökeként

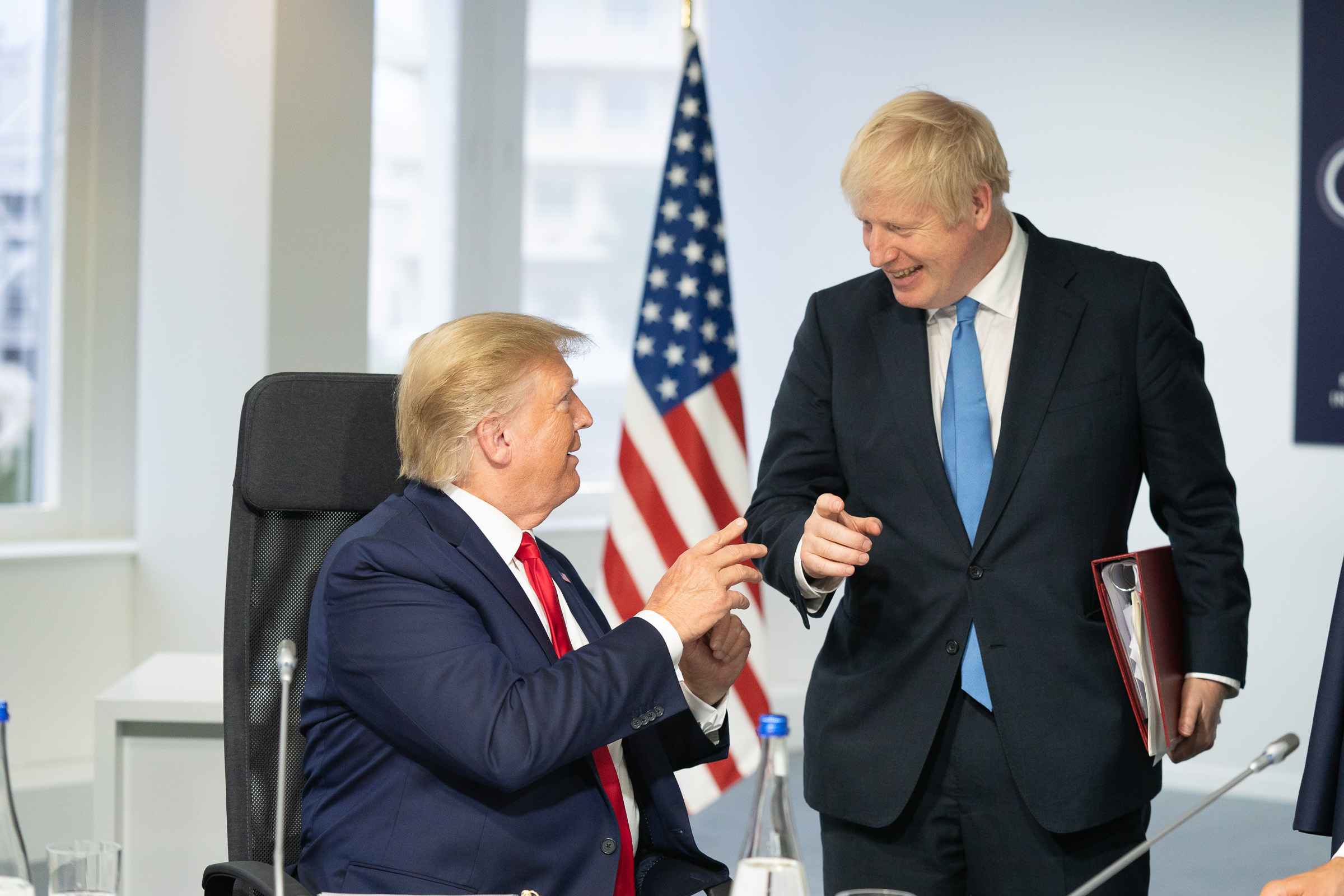
Donald Trump és Boris Johnson 2019. augusztus 26-án a G7-csúcstalálkozón, Biarritzban

2019. július 23-án a Konzervatív Párt Johnsont választotta meg – Theresa May utódjaként – a Konzervatív Párt elnökévé. Ebből következik, hogy várhatóan Johnson lesz az Egyesült Királyság következő miniszterelnöke. Johnson mindjárt első nyilatkozatában kikötötte, hogy októberben mindenképpen kivezeti Nagy Britanniát az EU-ból, de – korábbi nyilatkozataival szemben – nyitott egy új megállapodásra is. Jean-Claude Juncker, az Európai Bizottság elnöke azonban figyelmeztette, hogy semmiképp nem tárgyalható újra a brit európai uniós kiválási feltételrendszerről megkötött szerződés. Johnson fogadkozott, hogy a kilépés az ország előnyére válik és különféle ígéreteket tett többek közt adókedvezményekre és a szabadkereskedelmi egyezmények felgyorsítására különféle egyéb állami támogatások mellett, de vitatta az Észak-Írország és Írország közötti úgynevezett „backstop-egyezményt”, ami lehetőséget ad a két ország közti szabad kereskedelemre, ezért annak újratárgyalásáig EU-s vezetővel nem is akart találkozni – noha az EU már ezt is lezárt ügynek tekinti. Első skóciai útján rá akarta venni Nicola Sturgeon skót első minisztert, hogy segítsen a kilépés újratárgyalásában, de amellett, hogy a skótok kifütyülték Sturgeon is csak azt tudta megismételni, hogy rendezetlen Brexit esetén Skócia népszavazást tart az önállóságáról, mert ők az Unió tagjai kívánnak maradni. Johnson ténykedése a font árfolyamát is bedöntötte, dacára, hogy tíz éve ugyanezért ő kritizálta az akkori kormányt.
Később az ír kormányfővel, Leo Varadkarral folytatott telefonbeszélgetést, ahol egyértelműsítette, hogy nem áll szándékában a fizikai akadály és ellenőrzés Írország és az Egyesült Királyság határán. Vélemények szerint Johnson fenyegető kijelentései, miszerint egyezség nélkül is kilép az EU-ból a jobb pozíciók kizsarolásáról szólhat, ami azért is visszás, mert a brit kilépési megállapodást ez év márciusában Johnson is megszavazta, és valódi megoldási javaslatok helyett ez csak az otthoni táborának szóló üzenet. Közben kormánya egy egymilliárd fontos költségvetési csomagot tervezett a megegyezés nélküli kilépés esetére, melyet újabb milliárdok követtek a még megelőző években elkülönített több mint 4 milliárd fonton felül. Egy időközi választás miatt viszont minimálisra csökkent Johnson parlamenti többsége.
Johnson augusztus 28-án arra kérte II. Erzsébet királynőt, hogy átmenetileg oszlassa fel a parlamentet, amit a királynő meg is tett, így az szeptember 9-étől október 14-ig nem ülésezik, ami korlátozza a törvényhozás működését. A lépést egyértelmű felháborodás követte, noha Johnson indoka szerint egy új törvényalkotási program előkészítése miatt volt erre szükség, John Bercow, az alsóház elnöke és Jeremy Corbyn, az ellenzéki Munkáspárt elnöke is élesen támadta Johnsont, mondván a feloszlatással direkt el akarta venni a lehetőségét a rendezetlen Brexit megtárgyalásának. Több tízezren tiltakoztak Johnson ellen, mondván őt nem a választók választották meg. A brit legfelsőbb bíróság viszont törvénysértőnek minősítette Johnson lépését, ezért felfüggesztette a határozatot.
A 2019. december 12-én tartott előrehozott választáson Johnson pártja elsöprő többséget szerzett, ezzel az eredménnyel pedig gond nélkül levezényelhette a kilépést, amire jogilag 2020. január 31-én éjfélkor került sor. Johnson úgy nyilatkozott a kilépésről, hogy az egy nagy esély a britek számára, mert szerinte az Unió „fejlődési iránya már nem felelt meg Nagy-Britannia igényeinek”. Ugyanakkor a skót első miniszter, Nicola Sturgeron ismét jelezte Johnson felé, hogy Skócia újra lépéseket tenne egy skót függetlenségi népszavazás felé, mert a többségében Brexit ellen szavazó Skócia nem engedheti meg, hogy egyértelműen kinyilvánított bennmaradási szándéka ellenére London "kirángassa" az EU-ból. Johnson úgy reagált a felvetésre, hogy az ő miniszterelnöksége alatt szóba se jöhet semmilyen függetlenedési lépés. Ezzel egyidőben Michelle O'Neill, az észak-írországi brit fennhatóság ellen küzdő legnagyobb katolikus párt, a Sinn Féin alelnöke és észak-írországi tagozatának vezetője Twitteren arról írt, hogy a Brexit miatt új lendületet kapott az új, „egyesült Írország” létrejöttének lehetősége az Európai Unión belül.
A COVID-19 járvány idején Boris Johson is megfertőződött és kórházi (sőt, intenzív osztályos) ápolásra szorult 2020. április 12-ig. Kórházi ápolása alatt Dominic Raab brit külügyminiszter helyettesítette őt mint miniszterelnököt. Johnson végül április 27-én vette vissza az ország irányítását.
Később viszont kiderült, hogy a karanténszabályokra fittyet hányva, járványvédelmi intézkedések nélkül tartott magánrendezvényeket több közeli munkatársával, amiért ő és több más résztvevő is pénzbírságot kapott, ezzel az első hatóságilag szankcionált, hivatalban levő brit miniszterelnök lett. Az ügy jelentős belpolitikai botrányt okozott, Johnson ellen több eljárás is indult, aki bocsánatot kért, de lemondani ekkor nem volt hajlandó.
2022. júliusának elején kormányának több fontos tagja, így Rishi Sunak és Sajid Javid is lemondott; példájukat több kormánytisztviselő követte. 
2022. július 7-én, csütörtök délután Johnson hivatalosan is bejelentette lemondását a Konzervatív Párt vezetői pozíciójából, és ezzel a miniszterelnöki tisztségből is, ezt követően ügyvezető kormányfő lesz.  2022. július 8-án este Rishi Sunak bejelentette, hogy Boris Johnson utódja szeretne lenni a Konzervatív Párt elnökeként és miniszterelnökeként. Utóbb Sunak is lett a miniszterelnök.

### Miniszterelnöksége után
2023. október 27-én jelentették be, hogy Johnson a 2021-ben alakult GB News nevű médiacsoport munkatársa lesz televíziós műsorvezetőként, programkészítőként és kommentátorként – szintén a csatornához került Nigel Farage volt UKIP-vezető is. Johnson elmondta, hogy ennél a „lázadó” csatornánál „kozmetikázatlan” véleményt fog mindenről elmondani.

## Konfliktusok személye körül
Johnson többször tett vagy mondott botrányos, vicces vagy megosztó dolgokat:
- Egy ízben úgy fogalmazott, hogy az alacsony IQ-jú emberek nem jutnak előre az életben, nem sokkal ezután egy rádióműsorban szerepelve három egyszerűnek mondható találós kérdésre sem sikerült helyes választ adnia: az első kettőben tévedett, a harmadikat pedig ezért már nem is volt hajlandó megválaszolni.[85]

- A Brexit-népszavazás kampánya idején olyat is talált mondani, hogy az EU nem engedi a banánt háromnál nagyobb fürtben árulni (ilyen szabály természetesen nincs), miközben párhuzamot vont az EU és Hitler között.[46][47]

- Külügyminiszterként rontott egy letartóztatott iráni-brit kettős állampolgárságú nő ítéletén,[86] majd ugyancsak a brit diplomácia vezetőjeként osztotta pártja egyik tagjának leplezetlen véleményét, aki szerint „Putyin focivébéje” olyan, mint Hitler olimpiája, ahol az orosz elnök „sütkérezhet”.[87] Ugyanakkor lencsevégre kapták Perugia repülőterén, amikor másnaposan egy orosz médiatulajdonos partijáról tartott hazafelé.[88]

- Ezután – már nem külügyminiszterként – hasonlította a burkát viselő nőket postaládákhoz és bankrablókhoz, amiért a pártja eljárást indított.[54]

- Per is indult ellene, amiért még a Brexit-kampány idején azzal az azóta bebizonyított valótlansággal kampányolt, miszerint a brit EU-tagság az országnak heti 350 millió fontjába kerül.[89]

- Egy alkalommal Donald Trump amerikai elnök kereste telefonon, amit Johnson ugratásnak vélt, ezért letette a telefont. Miután azonban kiderült, hogy a hívó valóban az, akinek mondja magát tudtak beszélni.[90]

- Nem sokkal miniszterelnöki posztja megszerzése előtt olyan hangos veszekedésbe keveredett barátnőjével, hogy a szomszédok a lárma miatt rendőrőket hívtak.[91] A pár állítólag egy felborult borospohár miatt kapott hajba. Rendőri eljárásra végül nem volt szükség.[92]

- Jelentős belpolitikai botrányt kavart, hogy a 2020 elején világjárvánnyá vált Covid19-pandémia miatt bevezetett szigorú karanténintézkedések dacára Johnson és több közeli munkatársa privát bulikat tartottak a miniszterelnöki rezidencián 2020-ban és 2021-ben, ahol semmilyen járványvédelmi intézkedést nem tartottak be. A karanténszabályok megszegése miatt több résztvevő, így Johnson is pénzbírságot kapott, amivel ő lett az első szabálysértésért szankcionált, hivatalban lévő brit miniszterelnök. Johnson előbb azzal védekezett, hogy „nem ismerte” a vonatkozó rendelkezéseket,[93] majd bocsánatot kért a történtek miatt, de nem volt hajlandó a posztjáról lemondani.[80][94][81] Az ügy miatt a Parlamentben is eljárás indult Johnson ellen a parlament félrevezetése miatt, miután korábban valótlanul azt állította, hogy a miniszterelnökség minden koronavírus-szabályt betartott.[82] Utóbb azonban mégis emiatt volt kénytelen bejelenteni a lemondását.[2]

## Magyarul megjelent művei
- A Churchill tényező. Hogyan csinál egy ember történelmet?; ford. Gázsity Mila; Akadémiai, Bp., 2015 ISBN 9789632675787; ISBN 9789630595926